# Västerbron (musikgrupp)
Västerbron är ett svenskt alternativ rock/punkband från Stockholm bestående av Peter Jonasson (Sång), Patrik Lange (Gitarr), Anton Lozinski (Trummor), Viktor Losciale (Gitarr) och Stellan Björnlund (Bas).

## Biografi
Västerbron bildades i Fruängen i början av 2013. De har sagt att de inspirerats musikaliskt av band som The Get Up Kids, Weezer och Fireside. Bandet släppte 2014 sitt debutalbum Idiotologi som togs emot väl av diverse kritiker.
När Musikguiden i Sveriges Radio P3 sammanfattade årets bästa låtar hamnade singeln ”Ännu en dag förgäves” från albumet på en hedrande 16:e-plats.
I december 2015 släppte bandet singeln Mall av Skandinavien och hotades då att stämmas av shoppinggallerian Mall of Scandinavia och fick således ändra namn på singeln till Vilse i varuhuset.
Bandets andra album Till vilket pris som helst släpptes 2016 och följdes upp av spelningar runt om i Sverige och Norge.  Albumet mottog fina recensioneroch bandet tog också emot priset Årets Svenska Rock i 2016 års GAFFA Awards. 
I maj 2018 signade bandet till skivbolaget Startracks och i augusti 2018 släpptes första singeln Döda vinklar från det kommande tredje albumet Flyktbeteendevetenskap som släpps hösten 2018. 

## Diskografi
Studioalbum
- 2014 – Idiotologi
- 2016 – Till vilket pris som helst
- 2018 – Flyktbeteendevetenskap

Singlar
- 2014 – "Om du säger det så är det så"
- 2014 – "Fattar ingenting"
- 2014 – "Du visste vad du ville göra men du gjorde inget"
- 2015 – "Död för mig"
- 2015 – "Vilse i varuhuset"
- 2016 – "Jag nominerar mig själv"
- 2018 – "Döda vinklar"
- 2018 – "Nya Sverige"
- 2021 – "Kemi" (med Klass II)

## Priser
- 2016 – GAFFA-priset för Årets Svenska Rock